# Munții Cascadelor
Munții Cascadelor engleză Cascade Range, sau Cascades sunt un lanț muntos de origine vulcanică, care se întind paralel cu coasta de vest a Americii de Nord. Ei se află pe teritoriul statelor British Columbia, Washington și Oregon până în California de Nord, formând Cercul de foc al Pacificului. Muntele cel mai înalt din masiv fiind Mount Rainier (4.394) situat lângă Seattle, iar cel mai activ  vulcan fiind  Mount St. Helens (2.549 m) care a erupt în anul 1980, erupția a adus la suprafață piroclaste și o lavă acidă bogată în silicați. Activitatea tectonică intensă a creat formarea gropii San-Andreas crăpătură a scoarței situată de-a lungul coastei de vest al Pacificului.

## Istoric

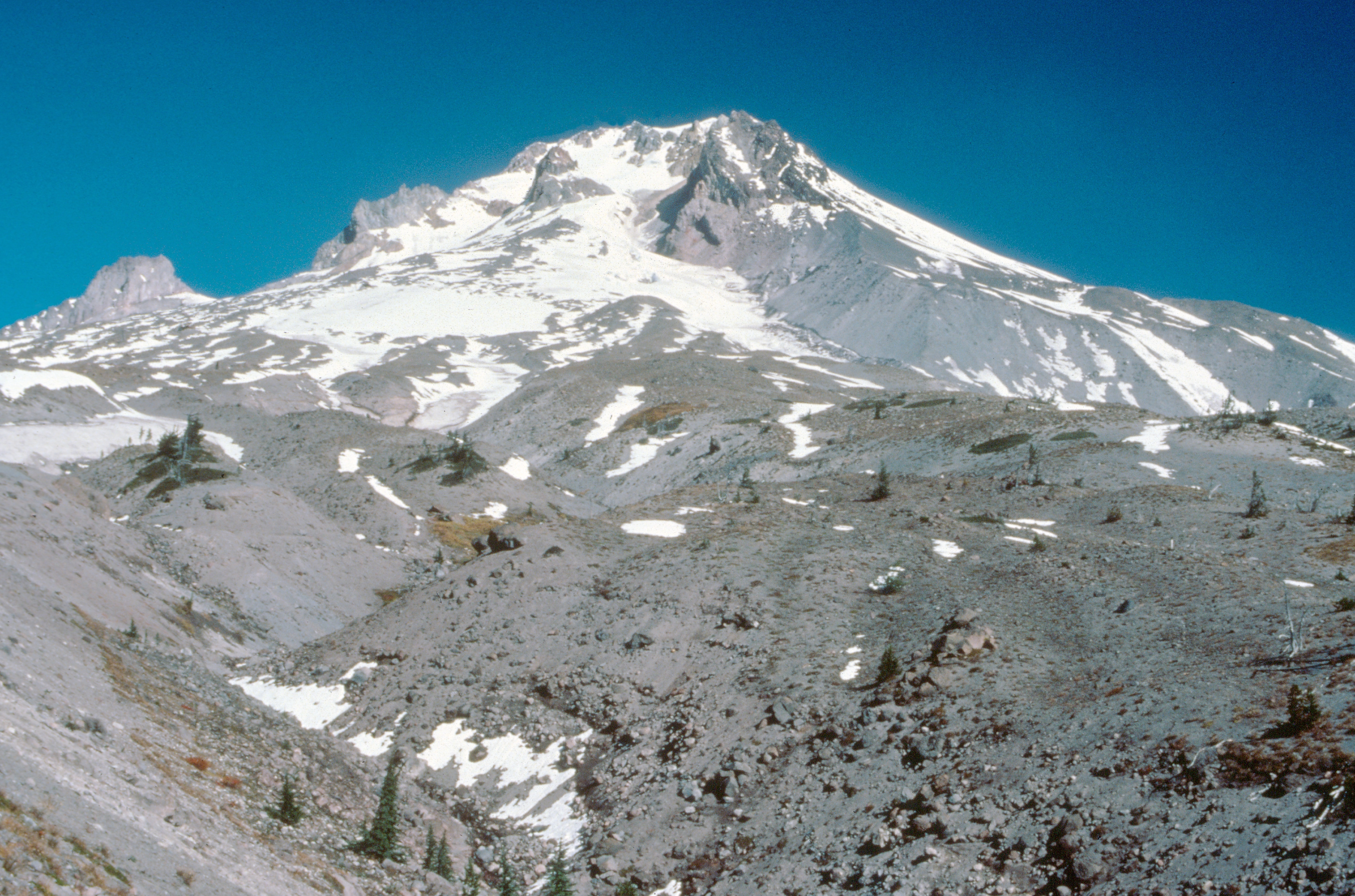
Mount Hood

In primăvara anului 1792 urcă  George Vancouver pe Puget Sound dându-i denumirea care o poartă și azi. Lanțul muntos va fi ulterior în anul 1805 numit de expediția lui  Lewis și Clark care urcă pe cursul lui Columbia River unde se lovesc de problemele cauzate de cascade și defilee, care azi unele din ele sunt acoperite de apele lacului de acumulare barajul Bonneville, râul Columbia traversează în drumul său spre Pacific, Munții Cascadelor prin Defileul Fluviului Columbia.

## Vârfuri
(de la nord la sud)

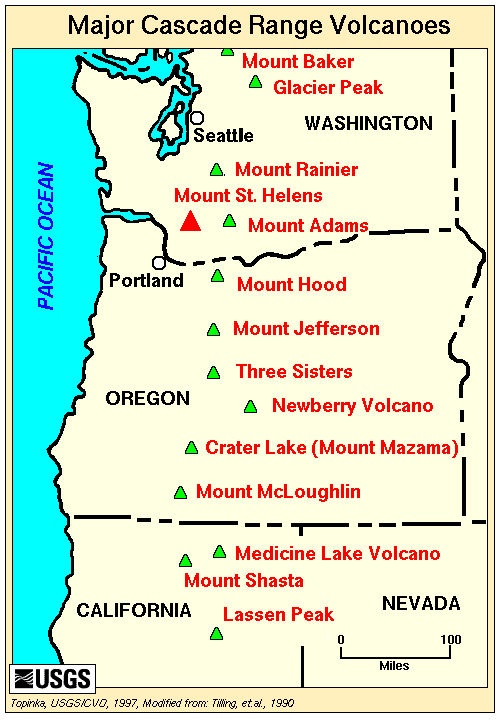
Cei mai importanți vulcani din Munții Cascadelor cu excepția Garibaldi (este în nord nu apare în imagine)

- Mount Garibaldi, (British Columbia)
- Muntele Baker, cel mai înalt pisc din Nord-Washington.
- Glacier Peak
- Mount Rainier, cel mai înalt pisc din Munții Cascadelor(4392).
- Mount Saint Helens
- Muntele Adams (Washington), al doilea pisc din Washington.
- Mount Hood, cel mai înalt pisc din Oregon cel mai escaladat din Munții Cascadelor.
- Mount Jefferson (Oregon) -al doilea munte din Oregon.
- Three Sisters
- Broken Top
- Newberry Volcano
- Mount Bachelor
- Mount Bailey
- Mount Thielsen
- Mount Mazama ( Parcul National Crater-Lake)
- Mount McLoughlin
- Medicine Lake Volcano
- Mount Shasta
- Lassen Peak